# Street Fighter X Mega Man
Street Fighter X Mega Man es un juego de plataformas creado por un fan singapurense llamado Seow Zong Hui con el apoyo de Capcom. El juego se lanzó oficialmente el 17 de diciembre de 2012, desde la página Capcom-Unity y es gratuito. El juego celebra el 25º aniversario de Mega Man y Street Fighter, imitando el diseño de los juegos de Mega Man clásico pero con los personajes de Street Fighter como enemigos importantes encontrados en el juego. 

## Jugabilidad
El juego imita la apariencia y el estilo de juego de los juegos de Mega Man lanzados en NES, y Mega Man usa el mismo conjunto de movimientos (la barrida y el disparo cargado) aparecidos en Mega Man 4. En vez de utilizar etapas originales y Robot Masters, los escenarios comparten influencias con los escenarios de la franquicia Street Fighter y personajes como Blanka, Chun-Li y Ryu toman el lugar de los Robot Masters como los jefes al final del nivel. Los personajes de Street Fighter usan sus característicos movimientos como ataque, además, tienen sus propios Super Meters que van llenándose cuando reciben daño durante las batallas de jefes y les permite lanzar un poderoso ataque a Mega Man una vez que estén llenos. Al igual que otros juegos de Mega Man, al derrotar a un jefe Mega Man gana una nueva arma basada en los ataques de los personajes de los personajes; tales como el Hadouken de Ryu y el Hyakuretsu Kyaku de Chun-Li.
Después de completar los ocho niveles principales, el jugador pasa a enfrentarse a un conjunto de jefes finales. Estos son Balrog, Vega y la final, M. Bison. Completándose ciertas condiciones también revela un jefe secreto escondido al final del juego, Akuma, que para acceder a él es necesario eliminar a cuatro de los primeros ocho jefes sin recibir daño alguno, o lo que también se conoce como "Perfect". También hay varios códigos que desbloquean características únicas.

## Desarrollo
El juego comenzó un desarrollo privado de Seow Zong Hui, quien presentó un trabajo temprano a Christian Svensson, Señor Vicepresidente de la planificación y desarrollo de negocios de Capcom, en el EVO 2012. Svensson mostró el trabajo a varios miembros del personal en la oficina de Capcom (incluyendo al señor gerente de la comunidad, Brett Elson), y Capcom luego decidió ayudar en el desarrollo del juego. Si bien Zong Hui continuó desarrollando el juego en su diseño original, Capcom se hizo cargo de tareas tales como la financiación, la comercialización y garantía de calidad.
Capcom decidió distribuir el juego en PC en lugar de consolas debido a que Zong Hui no está licenciado para el desarrollo en consolas. Svensson ha señalado que Capcom considerará lanzar versiones de consola en el futuro, pero optó por distribuir inicialmente el juego en PC para mantener el juego gratis para los fanes y cumplir con su fecha de lanzamiento en 17 de diciembre.
A partir del 18 de enero estará disponible otra nueva versión gratuita de este juego en el cual, incluirá el cambio de algunos detalles del juego en el que se destaca la inclusión de password o "contraseña" para guardar el juego. 

### Música
El artista de Chiptune Luke Esquivel (alias "A_Rival") creó la banda sonora del juego. La banda sonora combina temas populares de ambas franquicias juntos (por ejemplo, una mezcla del tema de Snake Man de Mega Man 3 con el tema de Dhalsim de Street Fighter II). La banda sonora oficial fue lanzada de forma gratuita el sitio web de Esquivel el 18 de diciembre de 2012.

## Jefes
Como en la mayoría de juegos de Mega Man, el jugador puede elegir entre ocho niveles. Para hacer las peleas más fáciles, se recomienda terminar antes los niveles más fáciles para obtener las distintas armas. Los considerados más fáciles para derrotar son Chun Li, Rolento, y Urien.
| Nombre        | Origen                               | Arma             | Debilidad        |
| ------------- | ------------------------------------ | ---------------- | ---------------- |
| Ryu           | Street Fighter (1987)                | Hadoken          | Aegis Reflector  |
| Chun-Li       | Street Fighter II (1991)             | Lightning Kick   | Hadoken          |
| Blanka        | Street Fighter II (1991)             | Tropical Hazzard | Yoga Inferno     |
| Dhalsim       | Street Fighter II (1991)             | Yoga Inferno     | Optic Laser      |
| Rose          | Street Fighter Zero (1995)           | Soul Satellite   | Tropical Hazzard |
| Rolento       | Street Fighter Zero 2 (1996)         | Mine Sweeper     | Soul Satellite   |
| Urien         | Street Fighter III 2nd Impact (1998) | Aegis Reflector  | Mine Sweeper     |
| Crimson Viper | Street Fighter IV (2008)             | Optic Laser      | Lightning Kick   |

| - Balrog - Vega - Pelear de nuevo con los ocho jefes anteriores - M. Bison - Akuma - Sagat (sólo en la versión V2) | Dan Hibiki |

## Recepción
Dos días después de su lanzamiento, Christian Svensson comentó en el "Ask Capcom" de Capcom-Unity que el juego ha superado sus expectativas personales en términos de descarga, pero las cifras exactas no han sido reveladas. 
A raíz de su lanzamiento, hubo varias quejas sobre el juego cayéndose, que tiene una interfaz de usuario vaga, y la carencia de cualquier sistema de guardado. En respuesta a estas quejas, Svensson ha señalado que un parche es posible en el futuro para hacer frente a estos problemas.